# Cryptocarya glaucescens
Cryptocarya glaucescens, conocido como el jackwood es un árbol del  bosque templado húmedo que crece en el este de Australia.

## Hábitat
Es muy común en las los bosques subtropicales y tropicales, pero se pueden encontrar en otros tipos de formaciones forestales. Crece desde Mount Dromedary (36° S) en el sur de Nueva Gales del Sur hasta el Parque nacional Eungella (20° S), en Queensland tropical. Nombres comunes incluyen Jackwood, Laurel Australiano (Native Laurel), Haya parda (Brown Beech), Laurel pardo (Brown Laure)l y Sicamoro de plata (Silver Sycamore).

## Descripción
Cryptocarya glaucescens es un árbol de talla mediana de 35 metros de alto y 90 cm diámetro en el tronco.

### Corteza, troncos y hojas
La corteza es café oscura o café rojiza y con frecuencia escamosa. La superficie no es lisa y tiene muchas irregularidades. La corteza puede contener depresiones circulares, coloquialmente conocidas como "bollies", las cuales también se ven en el relacionado Litsea reticulata. El tronco puede o no ser cilíndrico, y la base está usualmente ensanchada en los árboles grandes.
Las hojas son alternadas y elípticas, de 6 a 13 mm de largo. El haz es verde, el envés es gris azuloso glauco . Por lo tanto el nombre de la especie de Cryptocarya glaucescens. La vena central y los nervios laterales y las venas en red son visibles en ambos lados de las hojas, pero son más notorias en el envés. 

### Flores, fruto y germinación
Las flores aparecen de octubre a diciembre, siendo cremosas o verde pálidas. Las flores son numerosas y se encuentran en panículas. Estas pueden ser más cortas o largas que las hojas.
El fruto es una  drupa negra y brillosa, de una atractiva forma oblonga. Con líneas verticales y arrugas. 18 mm long and 15 mm deep. El arilo tiene un único, fuerte y agradable olor. La fruta es comida por las aves del bosque incluyendo la Paloma nudo de cabeza. El fruto madura de marzo a junio.
A diferencia de la mayoría de los frutos de las  criptocarias de Australia, no es necesario remover el arilo carnoso para ayudar a la germinación de la semilla, ya que el arilo es muy delgado. Las raíces y brotes usualmente aparecen dentro de tres a seis meses.

## Usos
La madera es café pálida. La albura no es atacada por el escarabajo barrenador. 

## Galería

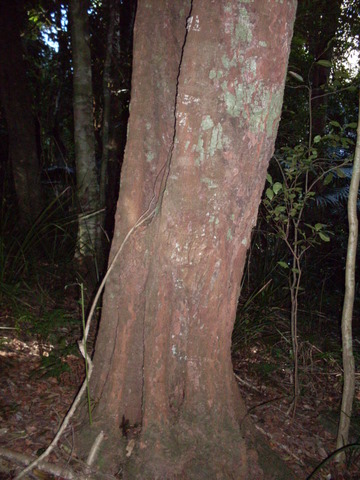
Jackwood creciendo en Nueva Gales del Sur, Australia
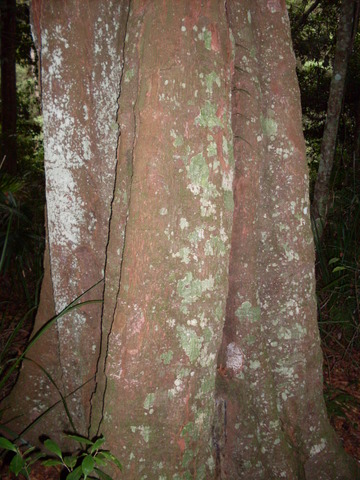
Jackwood en Nueva Gales del Sur, Australia
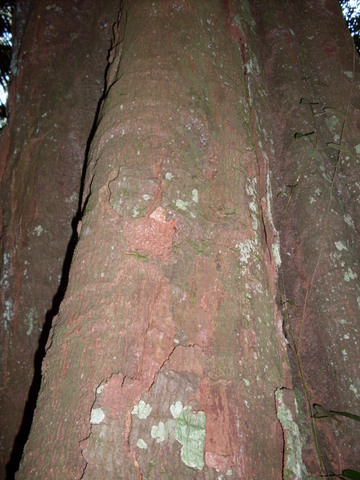
Corteza de Jackwood, Nueva Gales del Sur, Australia
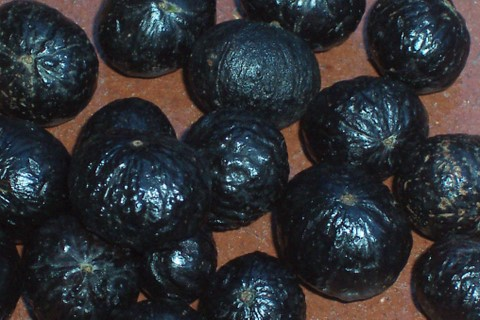
Fruto de jackwood
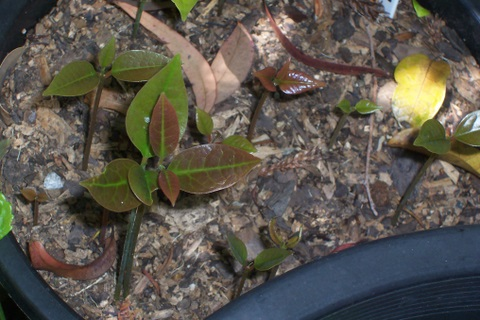
Plantitas de jackwood
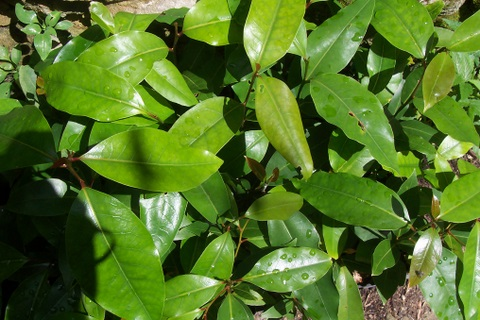
Plantitas de jackwood
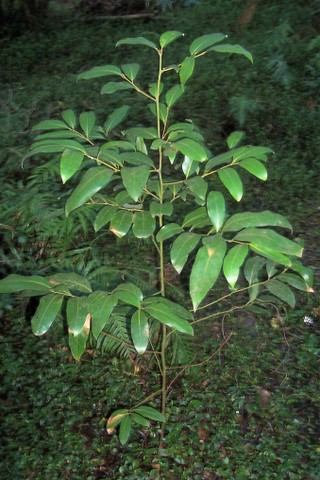
Joven jackwood creciendo en Nueva Gales del Sur
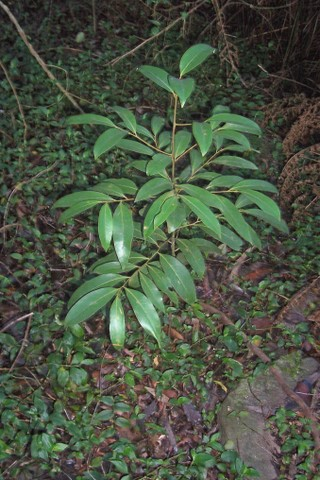
Joven jackwood creciendo en  Nueva Gales del Sur